# Kaufmann für Kurier-, Express- und Postdienstleistungen
Der Kaufmann für Kurier-, Express- und Postdienstleistungen (kurz KKEP) ist in Deutschland ein staatlich anerkannter Ausbildungsberuf nach Berufsbildungsgesetz.

## Ausbildungsdauer und Struktur
Die Ausbildungsdauer zum Kaufmann für Kurier-, Express- und Postdienstleistungen beträgt in der Regel drei Jahre. Die Ausbildung erfolgt an den Lernorten Betrieb und Berufsschule.

## Arbeitsgebiete
Kaufleute für Kurier-, Express- und Postdienstleistungen planen und organisieren die Beförderung und den Umschlag von Sendungen. Dazu planen, steuern und überwachen sie die Zusammenarbeit aller Beteiligten, die für die Beförderung und den Umschlag zuständig sind. Sie erstellen Angebote und verkaufen Dienstleistungen und sind auch mit personalwirtschaftlichen Aufgaben betraut. Kaufleute für Kurier-, Express- und Postdienstleistungen finden ihren Arbeitsplatz bei Unternehmen, die kleinteilige und zeitkritische Sendungen transportieren. Sie arbeiten dort in den Bereichen Steuerung und Kontrolle sowie Auftragsabwicklung und Vertrieb.

## Zwischen- und Abschlussprüfung
Die Prüfungsaufgaben werden von der Aufgabenstelle für kaufmännische Abschluss- und Zwischenprüfungen (AkA) in Nürnberg erstellt.

## Anrechnung der Berufsausbildung
Neben dem dreijährigen Ausbildungsberuf gibt es einen zweijährigen Ausbildungsberuf, die zweijährige Fachkraft für Kurier-, Express- und Postdienstleistungen. Auszubildende, die diesen Beruf erlernt und ihre Ausbildung erfolgreich abgeschlossen haben, können ihre Ausbildung im dreijährigen Ausbildungsberuf fortsetzen. Die absolvierte Ausbildungszeit kann dabei angerechnet werden, d. h., sie steigen direkt ins dritte Ausbildungsjahr ein.